# Грацское соглашение
Гра́цское соглаше́ние — соглашение о прекращении огня между президентом Республики Сербской Радованом Караджичем и президентом Хорватской республики Герцег-Босна Мате Бобаном, заключённое 6 мая 1992 года в австрийском городе Граце. Целью соглашения являлось прекращение конфликта между сербскими и хорватскими силами, чтобы сосредоточиться на взятии территорий, контролируемых босняками. На тот момент под контролем сербов находилось около 70 % территории сегодняшней Боснии и Герцеговины. При этом босняки составляли 44 % населения Республики Босния и Герцеговина и численно преобладали в составе Боснийского правительства.
Данное соглашение, по сути, являлось дополнением к другому соглашению — Караджорджевскому (заключено в марте 1991 года между президентами Туджманом и Милошевичем с целью раздела сфер влияния в Боснии и Герцеговине и последующей аннексией «сербских» и «хорватских» районов Сербией и Хорватией соответственно). Между появлявшимися большими сербским и хорватским государствами оставалась буферная зона, получившая у сербских и хорватских властей презрительное прозвище «Пашалык Алии». По мнению некоторых военных аналитиков, Грацское соглашение было одним из важнейших документов Боснийской войны.